# 鎌田栄
鎌田 栄（かまだ さかえ、旧字体：鎌󠄁田 榮、旧姓・赤松、1900年〈明治33年〉12月4日 - 没年不明）は、日本の政治家、会社役員。香川県坂出市長（第2代）。坂出市議会議員。

## 人物
広島県出身。赤松又四郎の四男。赤松茂の弟。1926年、京都帝国大学経済学部を卒業。香川県人・鎌田勝太郎の養子となり、1928年、分かれて一家を創立した。
琴平参宮電鉄常務、四国水力電気、鎌田産業、坂出臨港倉庫、朝鮮実業、太洋物産各取締役などを務めた。趣味は漢詩。宗教は真宗。住所は香川県坂出市。

## 家族・親族
鎌田家
- 養父・勝太郎[6]（1864年 - 1942年、資産家、堺屋、醤油醸造業、貴族院議員、衆議院議員）
- 妻・トヨ（1900年 - ?、香川、岡部忠次郎の三女）[2][6]
- 長男[2]
- 二男[2]

親戚
- 実父・赤松又四郎（広島県多額納税者、金川屋、売薬種商）[3]